# Taibi Kahler
Taibi Kahler (* 1943) ist ein US-amerikanischer Psychologe, Autor und Kommunikationsberater in politischen Kontexten.

## Biografie
Inspiriert durch die Arbeit des Begründers der Transaktionsanalyse Eric Berne, entwickelte er das Konzept des Miniscripts und die Antreiber („Sei perfekt.“ / „Sei stark.“ / „Streng dich an.“ / „Mach’s anderen recht.“ / „Beeil dich.“). In weiterer Folge entwickelte er das Process Therapy Model und das Process Communication Model, welche die menschliche Persönlichkeit und Kommunikation behandeln. Diese Modelle von Kahler wurden unter anderem zwischen 1978 und 1996 bei der NASA im Zuge der Auswahl potenzieller Astronauten vom leitenden Psychiater Terry McGuire eingesetzt. Außerdem nutzte Bill Clinton das Process Communication Model, um seine politischen Reden effektiver an die Sprache seiner WählerInnenschaft anzupassen. Des Weiteren wird Prozesskommunikation für Echtzeitanalysen von Callcenter-Interaktionen eingesetzt.

## Hintergrund
Kahler entwickelte das Personality Pattern Inventory (PPI), welches das Erhebungsinstrument seiner Modelle bildet. Mithilfe dieses Instruments wurden weltweit Profile von über 1.300.000 Menschen erstellt. Für seine Entdeckungen erhielt Kahler schließlich 1977 den Eric Berne Memorial Scientific Award der Internationalen Gesellschaft für Transaktionsanalyse. Basierend auf seinen Theorien argumentiert er, dass in jedem Menschen sechs unterschiedliche und verschieden stark aufgeprägte Persönlichkeitstypen enthalten sind. Diese werden Logiker, Empathiker, Beharrer, Rebell, Träumer und Macher genannt. Weiter folgert er, dass durch die Anpassung des eigenen Kommunikationsstils an den Gesprächspartner sich ebendiese Kommunikation viel effektiver und erfolgreicher gestalte. In seiner Arbeit wurde Kahler von Hillary Clinton und Bill Clinton unterstützt, die ihn als „Genie“ beschrieben.

## Publikationen
- The Miniscript. In: Marriage and Family Quaterly. 1974.
- Scripts: Process vs. Content. In: Transactional Analysis Journal. 5(3), 1975, S. 277–279, doi:10.1177/036215377500500317.
- Drivers . The Key to the Process of Scripts. In: Transactional Analysis Journal. 5(3), 1977, doi:10.1177/036215377500500318.
- The Annual Eric Berne Memorial Scientific Award Acceptance Speech. In: Transactional Analysis Journal. 8(1), 1978, S. 2–4, doi:10.1177/036215377800800101.
- Process Therapy in Brief. In: Human Development Publications. 1980.
- How to Manage the Perfect Employee. In: Boardroom Reports. 9(7), 1980.
- How to Manage the Try Hard Employee. In: Boardroom Reports. 9(17), 1980.
- The Too-Eager-To-Please-Employee. In: Boardroom Reports. 9(18), 1980.
- Managing the Loner. In: Boardroom Reports. 10(2), 1981.
- Stress et Communication. In: Psychologie. 143, 1982.
- Assessment and Intervention. In: National Careers. 1985.
- Stress as Enemy, or Stress as Ally. In: Canadian Manager. 1987.
- Six Basic Personality Types. In: Bottom Line Personal. 1992.
- Integrity by any other name. In: The Performance Edge. 4(2), 1994.
- A Brief: Passing Through. In: Transactional Analysis Journal. 25(1), 1995, S. 57–64, doi:10.1177/036215379502500114.
- Process Therapy Model: Die sechs Persönlichkeitstypen und ihre Anpassungsformen. Kahler Communication, Weilheim 2008, ISBN 978-3-937471-02-0.
- Process Model: Persönlichkeitstypen, Miniskripts und Anpassungsformen. Kahler Communication, Weilheim 2010.